# Championnats de France de patinage artistique 1991
Navigation
Championnats de France 1990 Championnats de France 1992
Les championnats de France de patinage artistique 1991 ont eu lieu les 15 et 16 décembre 1990 à la patinoire municipale Bocquaine à Reims pour 2 épreuves : simple messieurs et simple dames. La compétition des couples artistiques ne fut pas organisées comme la saison précédente. 
La patinoire municipale Trimolet à Dijon a accueilli l'épreuve de danse sur glace les 3 et 4 novembre 1990.

## Faits marquants
- Onze ans auparavant, la patinoire Bocquaine de Reims et la patinoire Trimolet de Dijon avaient déjà accueilli les championnats de France 1980 de patinage artistique.

- La danseuse sur glace Dominique Yvon s'est cassé le pied fin juillet, ce qui l'oblige à déclarer forfait avec son partenaire Frédéric Palluel pour ces championnats de France de début novembre 1990 à Dijon.

- Pas de compétition pour les couples artistiques pour la seconde année consécutive.

## Podiums
| Épreuves                            | Or                                  | Argent                            | Bronze                            |
| Messieurs résultats détaillés       | Éric Millot                         | Philippe Candeloro                | Nicolas Pétorin                   |
| Dames résultats détaillés           | Surya Bonaly                        | Laëtitia Hubert                   | Cécile Tribolet                   |
| Couples résultats détaillés         | -                                   | -                                 | -                                 |
| Danse sur glace résultats détaillés | Isabelle Duchesnay / Paul Duchesnay | Sophie Moniotte / Pascal Lavanchy | Isabelle Sarech / Xavier Debernis |

## Détails des compétitions

### Messieurs
| Rang    | Nom                  | Points | Prog. court | Prog. libre |
| ------- | -------------------- | ------ | ----------- | ----------- |
| 1       | Éric Millot          | 2.5    | 3           | 1           |
| 2       | Philippe Candeloro   | 3.5    | 1           | 3           |
| 3       | Nicolas Pétorin      | 4.5    | 5           | 2           |
| 4       | Frédéric Lipka       | 6.0    | 4           | 4           |
| 5       | Axel Médéric         | 6.0    | 2           | 5           |
| 6       | Alexandre Orset      | 9.5    | 7           | 6           |
| 7       | Cyril Deplace        | 10.0   | 6           | 7           |
| 8       | Richard Leroy        | 13.0   | 10          | 8           |
| 9       | Frédéric Lebihan     | 13.0   | 8           | 9           |
| 10      | Fabrice Garattoni    | 14.5   | 9           | 10          |
| 11      | Emmanuel Reiner      | 18.0   | 14          | 11          |
| 12      | Patrice Paillarès    | 18.0   | 12          | 12          |
| 13      | Laurent Tobel        | 21.5   | 17          | 13          |
| 14      | Sébastien Lefrançois | 21.5   | 15          | 14          |
| 15      | Marc Mandina         | 21.5   | 13          | 15          |
| 16      | Emmanuel Escriva     | 25.0   | 18          | 16          |
| 17      | Thierry Grenier      | 25.0   | 16          | 17          |
| Abandon |                      |        | 11          |             |
| Forfait | Frédéric Harpagès    |        |             |             |

### Dames
| Rang    | Nom                   | Points | Prog. court | Prog. libre |
| ------- | --------------------- | ------ | ----------- | ----------- |
| 1       | Surya Bonaly          | 1.5    | 1           | 1           |
| 2       | Laëtitia Hubert       | 3.0    | 2           | 2           |
| 3       | Cécile Tribolet       | 6.0    | 4           | 4           |
| 4       | Marie-Pierre Leray    | 7.0    | 8           | 3           |
| 5       | Sarah Abitbol         | 7.5    | 5           | 5           |
| 6       | Stéphanie Ferrer      | 7.5    | 3           | 6           |
| 7       | Florentine Houdinière | 10.5   | 7           | 7           |
| 8       | Karine Dang           | 12.0   | 6           | 9           |
| 9       | Sophie Neut           | 13.5   | 11          | 8           |
| 10      | Cécile Koch           | 15.0   | 10          | 10          |
| 11      | Gala Vaugeois         | 17.0   | 12          | 11          |
| 12      | Nathalie Schmitt      | 17.5   | 9           | 13          |
| 13      | Katia Salfati         | 18.5   | 13          | 12          |
| Forfait | Sandra Garde          |        |             |             |

### Danse sur glace
| Rang    | Nom                                     | Points | Danse imposée | Danse originale | Danse libre |
| ------- | --------------------------------------- | ------ | ------------- | --------------- | ----------- |
| 1       | Isabelle Duchesnay / Paul Duchesnay     | 2.0    | 1             | 1               | 1           |
| 2       | Sophie Moniotte / Pascal Lavanchy       | 4.0    | 2             | 2               | 2           |
| 3       | Isabelle Sarech / Xavier Debernis       | 6.0    | 3             | 3               | 3           |
| 4       | Pascale Vrot / David Quinsac            | 8.0    | 4             | 4               | 4           |
| 5       | Nathalie Gillet / Olivier Lores         | 10.2   | 6             | 5               | 5           |
| 6       | Olivier Mermet / Christophe Lecomte     | 12.4   | 7             | 6               | 6           |
| 7       | Emmanuelle Vigneron / Franck Feyssaguet | 13.4   | 5             | 7               | 7           |
| 8       | Sylvie Pecheur / Fabien Coulon          | 16.0   | 8             | 8               | 8           |
| 9       | Céline Mosset / Hervé Debethune         | 18.0   | 9             | 9               | 9           |
| 10      | Bénédicte Person / Frédéric Faye        | 20.0   | 10            | 10              | 10          |
| 11      | Christèle Guerin / Lionel Guerin        | 22.0   | 11            | 11              | 11          |
| Forfait | Dominique Yvon / Frédéric Palluel       |        |               |                 |             |

## Sources
- Patinage Magazine No 25 (Janvier-Février 1991) pour la danse sur glace.
- Patinage Magazine No 26 (Mars-Avril 1991) pour les messieurs et les dames.